# Vedenó

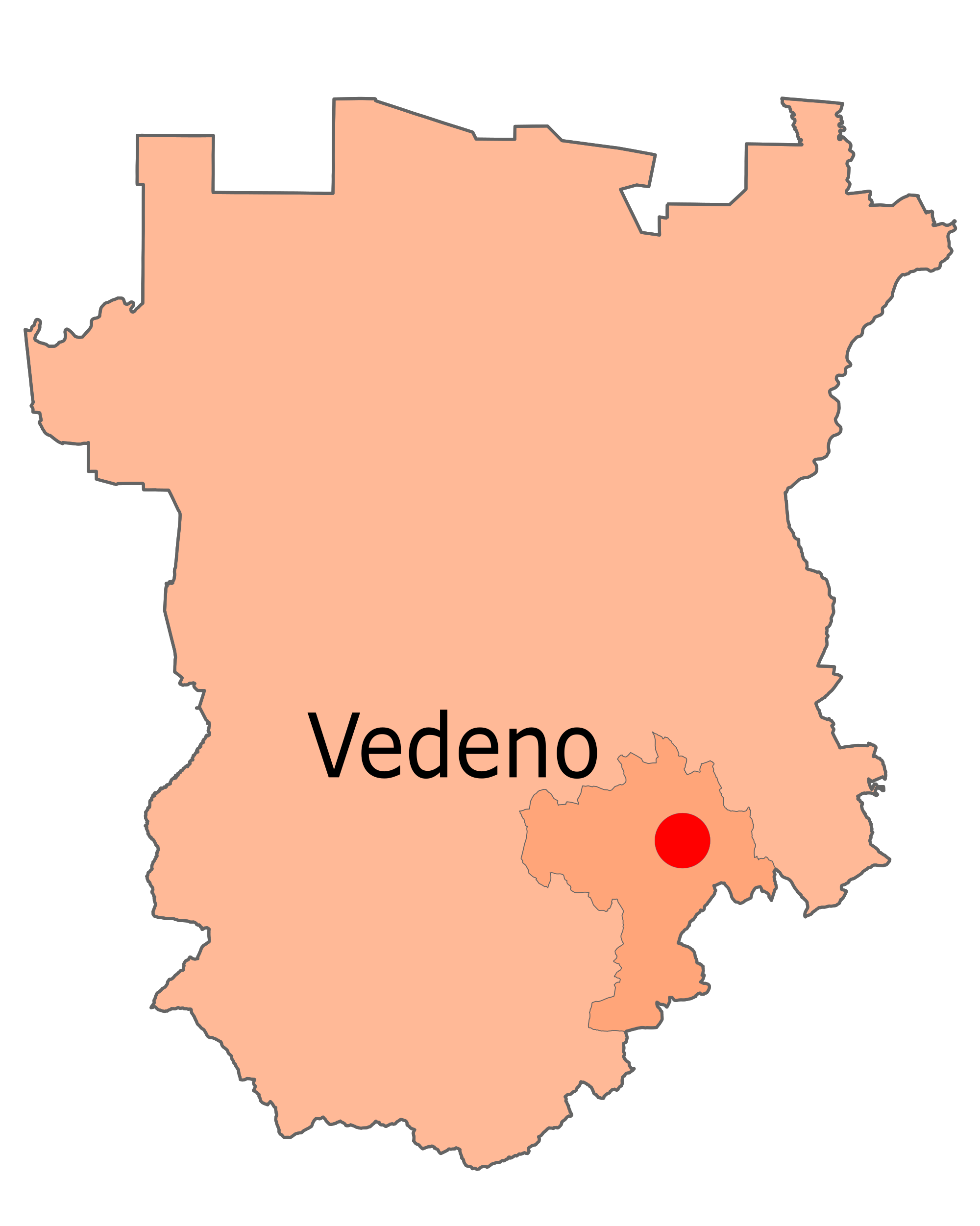
Localització de Vedeno a Txetxènia

Vedeno (en rus: Ведено) és un poble de Txetxènia, centre administratiu del Districte de Vedenski i situat un 55 km cap al sud-est de Grozni. L'any 2002 tenia 1.469 persones. La gorja de Vedeno és considerada un enclavament estratègic i simbòlic en les diferents guerres entre russos i txetxens, i ja al s.XIX fou el darrer lloc de resistència de l'Imam Xamil a la Guerra del Caucas. L'any 1965, al poble proper de Dixne-Vedeno, hi va néixer Xamil Bassàiev, un dels cabdills de la resistència txetxena durant les recents guerres txetxenes.